# رود سابا
رود سابا (انگلیسی: Saba) یک رودخانه در استان لنینگراد کشور روسیه است.